# Santa Margherita di Belice Nero d'Avola
Il Santa Margherita di Belice Nero d'Avola  è un vino a DOC che può essere prodotto nel comune di Santa Margherita di Belice in provincia di Agrigento.

## Vitigni con cui è consentito produrlo
- Nero d'Avola (detto anche Calabrese) minimo 85%
- altri vitigni a bacca rossa, raccomandati e/o autorizzati per la provincia di Agrigento, presenti nei vigneti, da soli o congiuntamente, fino ad un massimo del 15%.

## Caratteristiche organolettiche
- colore: rosso rubino vivo;
- profumo: vinoso, caratteristico;
- sapore: asciutto, leggermente tannico, con buona struttura;

## Produzione
Provincia, stagione, volume in ettolitri